# Mésolite
La mésolite est une espèce minérale du groupe des silicates, sous-groupe des tectosilicates, de la famille des zéolites, de formule Na2Ca2(Al2Si3O10)3·8H2O avec des traces de potassium.